# ノーンサアート駅
ノーンサアート駅（ノーンサアートえき、タイ語:สถานีรถไฟโนนสะอาด ）は、タイ王国東北部ウドーンターニー県ノーンサアート郡にある、タイ国有鉄道東北線・北線の駅である。

## 概要
ノーンサアート駅は、タイ王国東北部ウドーンターニー県の人口約5万人が暮らすムクムパワーピー郡に位置し、駅の正面側は北西向きである。
クルンテープ駅（バンコク）より514.45km地点に位置し、急行列車利用で9時間程度である。二等駅であり1日に8本（4往復）の列車が発着しその内訳は急行1往復、快速1往復、普通2往復である。 

## 歴史
タイ最初の官営鉄道であるクルンテープ駅 - アユタヤ駅間が1897年3月26日に開業した。その後の1900年12月21日に当初計画のナコンラチャシーマ駅（当時の名称はコラート駅）まで完成すると、北本線、南本線の工事が始まりしばらく東北線北線の動きはなかった。41年後の1941年6月24日に当駅を含むウドーンターニー駅まで延伸開業した。
- 1900年12月21日 【開業】パークチョン駅 - ナコンラチャシーマ駅 (83.72km)
- 1922年5月1日 【開業】ナコンラチャシーマ駅 - タノンチラ分岐駅 (2.63km)
- 1929年5月1日 【開業】タノンチラ分岐駅 - ノーンスーン駅 (28.80km)
- 1932年5月1日 【開業】ノーンスーン駅 - ブワヤイ駅 (50.42km)
- 1934年4月1日 【開業】ブワヤイ駅 - コーンケン駅 (104.25km)
- 1941年6月24日 【開業】コーンケン駅 - ウドーンターニー駅 (119.09km)

## 駅構造
単式ホーム1面1線をもつ地上駅であり、駅舎はホームに面している。